# 5300 Sats
5300 Sats (1974 SX1) là một tiểu hành tinh vành đai chính được phát hiện ngày 19 tháng 9 năm 1974 bởi L. I. Chernykh ở Nauchnyj.